# Escola poètica sevillana
L'escola poètica sevillana és un moviment de la literatura espanyola que va tenir lloc entre els segles xviii i xix que vol mantenir els ideals estètics del neoclassicisme, així com reivindicar els autors castellans del renaixement. El moviment va sorgir a partir de les tertúlies literàries de Sevilla i va promoure diverses iniciatives culturals a Andalusia, com la creació d'acadèmies, diaris i recitals poètics. Els autors més importants de l'escola sevillana van ser Joaquín María Sotelo, Manuel María de Arjona, José María Blanco White i Alberto Lista. Posteriorment alguns dels seus integrants van ajudar a la introducció de les idees romàntiques a Espanya (com Blanco White).